# Abelardo Figueiredo
Abelardo Figueiredo (Niterói, 27 de novembro de 1931 – São Paulo, 13 de fevereiro de 2009) foi um diretor artístico e empresário brasileiro.

## Biografia
Abelardo Figueiredo foi fluminense e nasceu em Niterói, no bairro de Icaraí. O pai era comerciante de café e a mãe era professora e filha de ingleses. A avó se apresentava com as netas tocando e foi a partir das histórias que ela lhe contava dessas apresentações que ele começou a pensar em organizar espetáculos musicais.
Pensou em seguir a carreira diplomática mas acabou mesmo foi nos palcos de teatro. Foi secretário do Teatro de Arte do Rio de Janeiro, onde conheceu Fernanda Montenegro e Nicete Bruno. Com Nicete foi para São Paulo montar o Teatro de Alumínio, ao qual se juntaram outros nomes importantes do teatro como Margarida Rey.
Produziu centenas de espetáculos desde o pioneiro e revolucionário Skindô, até uma apresentação para Jimmy Carter na Casa Branca, ressaltando toda alegria do povo, da música e da beleza deste país.
Patrono do brilho nas noites paulistanas dirigiu casas como o Palladium, o tradicional Urso Branco na década de 1960 e foi o criador e diretor do Beco, introduzindo um novo formato aos shows em casas noturnas de São Paulo.
Pioneiro da televisão no Brasil trabalhou para a TV Tupi, TV Rio, TV Excelsior, TV Continental e TV Bandeirantes.
Como coordenador do Balett do IV Centenário, onde trabalhou ao lado de Lasar Segall e Cândido Portinari, uniu arte e a cultura brasileira com a beleza de nossa gente.
Um dos criadores do Teatro Musical no Brasil, tendo por suas mãos passado nomes da MPB como: Elis Regina e Wilson Simonal. E no teatro, renomados atores como Tony Ramos, Susana Vieira, Regina Duarte, Norma Bengell e estrelas internacionais do porte de Marlene Dietrich e Raquel Welch. Dentro da alma de Abelardo Figueiredo reside a magia e o encantamento de 52 anos do show business brasileiro. Por este trabalho Abelardo ainda hoje é escolhido para representar nosso país em espetáculos grandiosos como o badaladíssimo Holiday in Brazil e Brazil Sing and Dance, para a EMBRATUR.
Além da apresentação brasileira na China, a convite do Governo Chinês, através do Senhor Simon Mao Tseng (Vice-presidente da Associação Amizade Brasil & República Popular da China), onde percorreram 17 cidades,Estrelando o Show a cantora Rosemary, e um elenco talentoso :Jorge Danel, Marcelo Bittencourt, Tânia Brasil(Tânia Souza), Ana Cláudia Marra, Valéria Teixeira, Sônia Bertollani,Thelma Ladeira , Ana Cecília, Maestro José Briamonte, a jornalista Helô Machado, Ricardo Larsen, Franklin Garcia, Renato Assis, Os Novos Crioulos(Ritimistas e músicos: Zulu, Claudinho, Zizo, Chão Preto, Alexandre, Roberto) , as belas mulatas: Míriam e Valda Bahiana, Figurinos Atelier Luiz & Alda, Ana Paula.  E em Dalian participaram do Festival Internacional Fashion,onde o ator e cantor paranaense Marcelo Bittencourt cantou a música Kanguolai e Sonia Berttolani bailarina e professora de Teatro cantou Da-Hai, em mandarim para 180.000 mil pessoas, um estrondoso sucesso. Por suas veias correm alegria, dança, música, luz, profissionais talentosos, bom gosto, exaltação da beleza da mulher brasileira. O que falar mais sobre Abelardo Figueiredo? Um homem e uma história: a encarnação da emoção característica da época áurea dos grandes musicais.
Ajudou na criação do Balé do IV Centenário na capital paulista e foi para a TV Tupi montar espetáculos musicais. Fez programas de enorme sucesso como “Folias Philips” e “Noite de Gala”. A seguir foi para a noite e montou o espetáculo “Skindô”, que alcançou enorme sucesso no Brasil e no exterior.Passou a ser conhecido como “O rei da noite”, pois produziu grandes musicais para a televisão e criou os famosos mini-shows, durante décadas. Dirigiu várias casas noturnas a última “O Studium”. Abelardo integra a lista dos três nomes mais respeitados do showbiz brasileiro, ao lado de Walter Pinto e Carlos Machado.
Nos seus espetáculos lançou e apresentou grandes artistas como Rosemary, Adriana Lessa, Eduardo Conde, Samantha Caracante, Elis Regina, Alcione, Fafá de Belém, Pery Ribeiro, Célia, Maria Alcina e Noite Ilustrada, levando seus espetáculos para o exterior em grandes excursões.
Fez grandes espetáculos no Brasil e no mundo. Nos últimos anos, fez trabalhos importantes em Curitiba.
Em 25 de março de 2008, lançou do livro "O Show Não Pode Parar",editado por sua filha Mônica Figueiredo, com a ajuda do ghost writer Marcello Bittencourt (que fez todas as entrevistas, e separou todo o material iconográfico, mergulhando literalmente nos baús do Abelardo). O livro tem dois prefácios, assinados por figuras amigas de Abelardo e considerados experts no gênero: o autor de novelas Silvio de Abreu e o colunista e apresentador de talk-show Giba Um.
Diversos artistas, produtores musicais, cineastas e profissionais do trade turístico prestigiaram a noite de autógrafos.